# Luis Mario Moncada
Luis Mario Moncada Gil (Hermosillo, 1963) es un actor y dramaturgo mexicano. Ha recibido el Premio Nacional de la Juventud 1985 y la beca del Sistema Nacional de Creadores. Ha sido director del Centro Nacional de Investigación Teatral “[Rodolfo Usigli]]” (CITRU), de la Dirección de Teatro y Danza de la Universidad Nacional Autónoma de México (UNAM) y del Colegio de Teatro de la UNAM. Ha sido director del Centro Cultural Helénico. Es director artístico de la Compañía de Teatro de la Universidad Veracruzana.

## Datos biográficos
Luis Mario Moncada Gil estudió en la secundaria 59 en la Ciudad de México y se graduó con mención honorífica en la licenciatura en literatura dramática y teatro de la Universidad Nacional Autónoma de México, con su tesina sobre el uso de la tecnología multimedia en la escena teatral. Como parte de Teatro de Arena, se ha presentado en México, Estados Unidos, Canadá, El Salvador, Colombia, Bolivia, Portugal y España. Fue fundador y director de la revista de investigación teatral Documenta-CITRU. Como investigador, cabe mencionar su cronología Así pasan, Efemérides teatrales 1900-2000, así como diversas antologías de ensayos y obras dramáticas. En 2017 fue uno de los creadores de la obra Sesión permanente, pieza conmemorativa a los 100 años de la promulgación de la Constitución Política de los Estados Unidos Mexicanos y obra de titulación de la generación 2013-2017 del Centro Universitario de Teatro. Escribe desde enero del 2010 el blog Reliquias ideológicas, donde aborda temas diversos de cine, teatro y otras artes.

## Obras
- James Joyce, Carta al artista adolescente (premio a la mejor adaptación teatral de 1994 por parte de la Agrupación de Periodistas de Teatro (APT)
- Alicia detrás de la pantalla (nominada como mejor obra de autor nacional de 1995, por parte de la Asociación Mexicana de Críticos de Teatro (AMCT)
- Superhéroes de la aldea global (Compañía Nacional de Teatro, 1995)
- El color del cristal (1996)
- Las historias que se cuentan los hermanos siameses (1998)
- Adictos Anónimos (1999)
- Opción múltiple (1999, premio a la mejor obra de autor nacional 2004 por la APT)
- La vida no vale nada (2001, presentada en 2003 en el Espace Libre de Montreal, Canadá)
- El diccionario sentimental (2003)
- El motel de los destinos cruzados (2005)